# Liste der Monuments historiques in Moisenay
Die Liste der Monuments historiques in Moisenay führt die Monuments historiques in der französischen Gemeinde Moisenay auf.

## Liste der Bauwerke
| Bezeichnung      | Beschreibung | Standort | Kennzeichnung | Schutzstatus | Datum | Bild           |
| ---------------- | ------------ | -------- | ------------- | ------------ | ----- | -------------- |
| Kirche St-Martin |              | (Lage)   | PA00087107    | Classé       | 1899  | weitere Bilder |

## Liste der Objekte

### Kirche St-Martin
Zum Verständnis siehe: Kirchenausstattung
| Bezeichnung                                                                | Beschreibung                              | Standort | Kennzeichnung | Schutzstatus | Datum | Bild |
| -------------------------------------------------------------------------- | ----------------------------------------- | -------- | ------------- | ------------ | ----- | ---- |
| Skulptur Johannes der Täufer                                               | Stein, 14. Jahrhundert                    | (Lage)   | PM77001139    | Classé       | 1954  |      |
| Ölgemälde Vision des heiligen Hubertus                                     | Holz, 1769                                | (Lage)   | PM77002712    | Inscrit      | 1977  |      |
| Skulptur Madonna mit Kind                                                  | Holz, 14. Jahrhundert                     | (Lage)   | PM77001140    | Classé       | 1954  |      |
| Retabel des Hauptaltars                                                    | Holz, 17. Jahrhundert                     | (Lage)   | PM77001141    | Classé       | 1967  |      |
| Orgeltribüne                                                               | Holz, 1530                                | (Lage)   | PM77001138    | Classé       | 1907  |      |
| Taufbecken                                                                 | Stein, 18. Jahrhundert                    | (Lage)   | PM77002711    | Inscrit      | 1977  |      |
| Zwei Säulen im Chor                                                        | Holz, vergoldet, 18. Jahrhundert          | (Lage)   | PM77002710    | Inscrit      | 1977  |      |
| Skulpturengruppe: Der heilige Maerin teilt seinen Mantel mit einem Bettler | Stein, polychrom gefasst, 16. Jahrhundert | (Lage)   | PM77001142    | Classé       | 1977  |      |